# 広滝水力電気
広滝水力電気株式会社（ひろたきすいりょくでんき かぶしきがいしゃ）は、明治後期に存在した日本の電力会社である。佐賀県佐賀市にあり、県内を中心に電気の供給にあたった。
1906年（明治39年）に設立。筑後川水系城原川に水力発電所を建設し、1908年（明治41年）に佐賀県最初の電気事業者として開業した。1910年（明治43年）に九州電気株式会社（きゅうしゅうでんき）へ改組したのち1912年（明治45年）に福岡市の博多電灯軌道（旧・博多電灯）と合併し、九州電灯鉄道となった。同社の後身で大正・昭和戦前期における大手電力会社東邦電力の前身ともいえる。

## 沿革

### 広滝水力電気設立

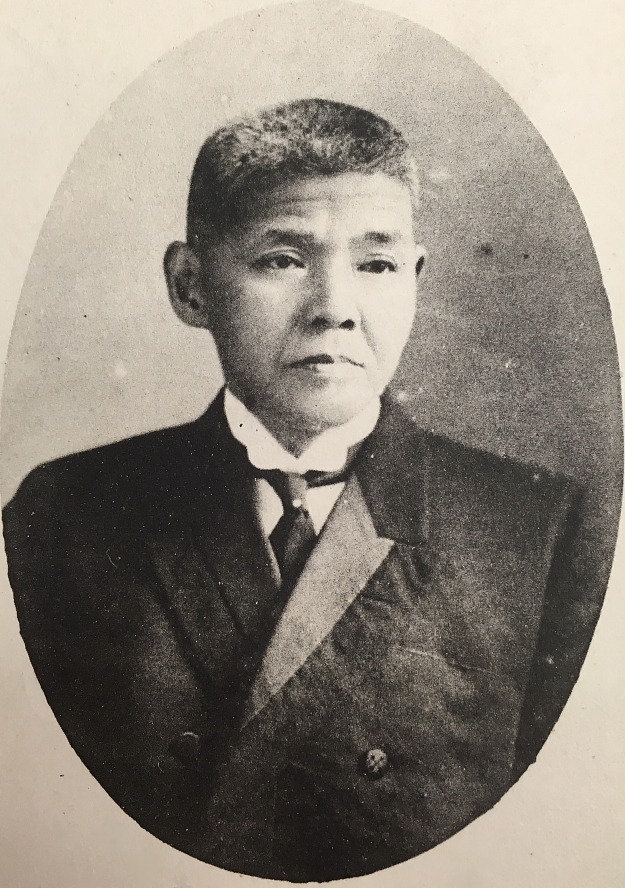
発起人の一人伊丹弥太郎（後の九州電灯鉄道社長）

1891年（明治24年）に熊本電灯（後の熊本電気）が開業したことで始まった九州の電気事業は、その後熊本県以外にも長崎県・大分県・福岡県・鹿児島県と各地に広がっていき、1903年（明治36年）までに九州では11の事業者が出現していた。そのうち福岡市において1897年（明治30年）に開業した博多電灯（後の九州電灯鉄道）では、牟田万次郎という実業家が役員として参加していた。
牟田万次郎は旧鹿島藩出身の士族で、地元佐賀県で鹿島銀行頭取などを務めた後福岡に進出して博多電灯の役員に就任した。牟田は博多電灯に関わる中で実業家野口遵の知遇を得たことで水力発電についての知識を深め、これを有望と認めて佐賀県神埼郡脊振村（現・神埼市）を流れる筑後川水系城原川にて水力発電を行いその電気を福岡へと高圧送電する、という計画を博多電灯の経営陣に対して持ちかけた。しかし博多電灯は開業時から一貫して火力発電を電源としており、その経営陣や株主は牟田の提案に賛同しなかった。そこで牟田は博多電灯の事業としてではなく個人で城原川の水利権を取得した。1903年6月のことである。
城原川の発電所からは福岡市のみならず佐賀市・福岡県久留米市にも送電が可能という立地条件に着目した牟田は、この3市に電気を供給する「三市水電会社」の設立を当局に申請した。だが福岡市には先述の通りすでに博多電灯があり、久留米市でも地元有力者により久留米電灯の設立計画があったことから三市水電の設立は1905年（明治38年）7月に却下されてしまう。このため牟田は佐賀県内への供給を行うよう計画を改めて「広滝水力電気」の設立を申請し、1906年（明治39年）9月7日付にて当時の佐賀市内とその周辺や東川副村諸富・神埼町神埼を供給区域とする電気事業経営許可を得た。
広滝水力電気の発起人には牟田万次郎をはじめ、佐賀百六銀行頭取の中野致明、栄銀行頭取の伊丹弥太郎、深川造船所を経営する深川文十ら佐賀の代表的な財界人が名を列ね、下村辰右衛門・谷口清八ら佐賀馬車鉄道関係者も参加した。1906年11月4日、佐賀市内の佐賀商業会議所で創立総会が開かれ広滝水力電気株式会社が発足に至る。資本金は30万円で、本店は佐賀市大字松原108番地に設置。発起人から中野・牟田・深川・伊丹・下村の5名が取締役に選出され、その中から佐賀財界を代表して中野が社長に就任し、実務担当の専務には牟田が就いた。他の地域に比べると起業が遅いものの、これが佐賀県で最初の電力会社である。

### 合併問題

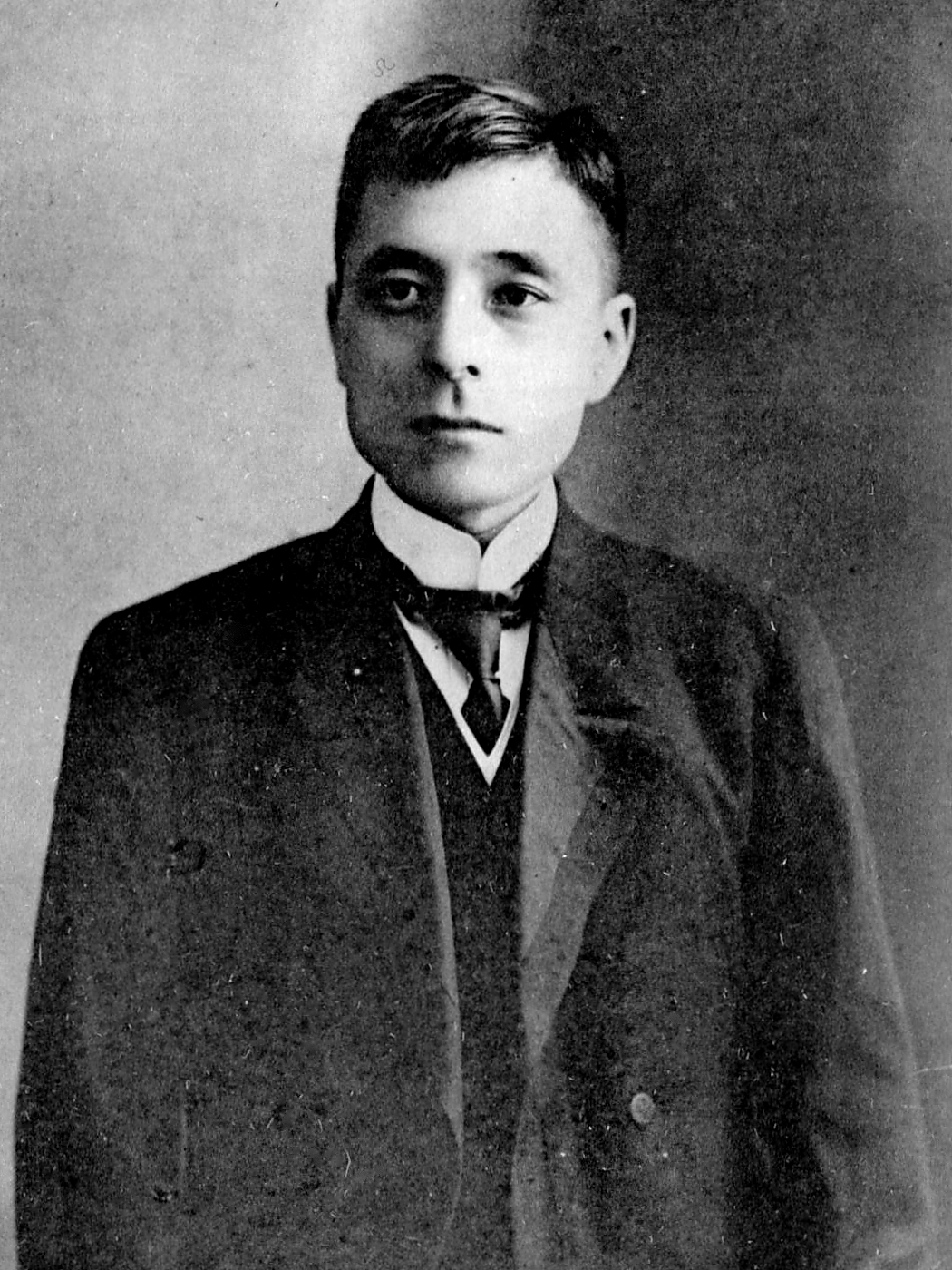
広滝水力電気の大株主となった福澤桃介

広滝水力電気の設立登記は創立総会2日後の1906年11月6日付であるが、この日に博多電灯との間で合併仮契約が締結された。これは牟田万次郎が、先に不許可となった「三市水電」の計画のうち福岡市への送電を実現するために画策したものであった。また博多電灯としても、発電力の拡充と日露戦争後の石炭価格上昇対策という観点から水力発電を併用したいという意向が当時の社長太田清蔵にはあった。25日、博多電灯において臨時株主総会が開かれ合併問題が討議されるが、株主の中から炭鉱業者の堀三太郎、元福岡日日新聞主筆の山口恒太郎ら「火力派」と呼ばれたグループから強い反対意見が出され、合併の承認は得られず後日調査の上結論を出すということとなった。
その後広滝発電所建設予定地の視察などの調査が行われた結果、博多電灯の株主の間では「火力派」の勢力が強まるに至り、水力発電を提唱する太田らを支持する声は小さくなっていった。資金調達などの都合で博多電灯社内の結論を待てない広滝水力電気は、12月20日をもって合併仮契約は失効すると博多電灯に通告する。そして結論はこの期日までに出ず合併は自然消滅となり、博多電灯社内では太田が社長を辞任、経営陣は「火力派」へと交代した。牟田の勧誘で広滝水力電気の株主となっていた太田は、合併が個人的利益のためという批判があったため持株を売却すべく上京し、福澤桃介に声をかけた。福澤は日露戦争後の株高に乗じ株式投資で財をなした人物である。太田が福澤に持ち込んだ広滝水力電気の株式は総株数の4分の1にあたる1500株で、当時12円50銭払込のためわずかな額だとして福澤はただちにこの株式を引き取ったという。
1907年（明治40年）7月14日、広滝水力電気は発電所の起工式を挙行した。工事にあたり4月から1年かけて徐々に株式の追加払込徴収が実施されている。大株主となっていた福澤桃介によると、不況の折の払込となったため対応を渋るが、佐賀まで出張して会社の状況を確認したところ中野・伊丹・牟田といった名士が経営陣であり、心配はいらないと考えを改めて払込に応じたという。福澤はこの頃より電気事業への投資を始めており、以後福岡の福博電気軌道、愛知県の豊橋電気・名古屋電灯、香川県の四国水力電気など地方の電気事業を経営することになる。なお福澤自身は広滝水力電気の役員にならなかったが、1908年（明治41年）2月に後述の松永安左エ門が監査役に加わっている。

### 広滝発電所建設
広滝水力電気が城原川に着工した広滝発電所は出力500キロワットの発電機を2台設置する設計であり、1907年中の竣工が目指されていたが、予定通りに工事が進まず1908年に入っても工事が続けられた。工事中の1908年1月に本店を佐賀市大字唐人町144・145番地へと移転。電灯取付工事の完了後にようやく発電所が竣工し、同年10月1日を期して広滝水力電気は営業を開始した。
電源の広滝発電所は総出力1,000キロワットと完成当時の九州では最大の発電所であった。発電所とともに佐賀・神埼・諸富の3か所に変電所が建設され、発電所を起点に各変電所まで送電電圧11キロボルトの送電線を架設するという送電体制が整備されている。3変電所のうち佐賀変電所が発電所の完成とともにまず竣工して佐賀への送電が始まり、次いで1908年11月に神埼変電所、12月には諸富変電所も完成をみた。このうち諸富発電所からは県境を越えた福岡県筑後地方の大川方面にも配電された。
博多電灯との合併という形をとった福岡進出が失敗した広滝水力電気では「三市水電」のもう一つの目標であった久留米への進出を図っており。筑後川を渡る久留米送電線と久留米変電所を1909年（明治42年）6月に完成させた。同年秋からは同地の電気事業者久留米電灯（1907年6月開業）への電力供給を始め、筑後地方への本格進出を果たす。経営面では同年3月には倍額増資を決議したほか、翌1910年（明治43年）7月30日付で佐賀県唐津の唐津電気を合併、同社の資本金10万円を加えて資本金を70万円とした。
1908年10月の開業当初、供給実績は電灯数8247灯と小規模であったが、翌年には1万6388灯へ倍増し、1910年には2万2129灯に達した。動力用電力の供給実績も開業以来順調に伸びて1910年に797馬力となった。電力利用は谷口鉄工場・佐賀器械製造所・厚生舎（綿織物製造）・佐賀セメントなどが従来の蒸気機関に代えて電動機を導入し、そのさきがけとなった。こうした供給の拡大は、供給区域の拡大以外にも低廉な電気料金に支えられていた。広滝水力電気の電気料金は、終夜の10燭灯を例にとると月額80銭であり、博多電灯の1円40銭、長崎電灯の1円20銭など、周辺の火力発電による事業者と比べて明確に安価であった。供給実績の伸長に伴って業績も上昇し、1909年上期に初めての配当を実施したのを皮切りに、1910年上期には配当率が年率10パーセントとなっている。

### 唐津電気について
1910年7月末に合併した唐津電気というのは、合併前年、1909年7月4日資本金10万円で唐津町にて設立された電力会社である。唐津銀行（現・佐賀銀行）の頭取大島小太郎ら同銀行役員を中心に発起され、1909年5月に当局より事業許可を得た。その計画は、火力発電によって東松浦郡唐津町・満島村（現・唐津市）に供給するというものであった。社長となった大島以外にも、専務となった草場猪之吉など役員はいずれも唐津銀行の役員を兼ねた。
当時唐津には、唐津銀行と対立関係にある西海商業銀行という銀行があった。この西海商業銀行の役員である山村直太（頭取）や長谷川敬一郎らは、唐津銀行が火力発電による電気事業を計画すると、対抗して水力発電による電気事業である「七山水力電気」の設立を企画した。火力派（唐津電気）と水力派（七山水力電気）の両陣営は盛んに街頭演説や無料の演芸会を行い競って唐津町民に宣伝し、自陣営への取り込みを図った結果、やがて町内が火力派と水力派に二分されていった。そのため町では市民が自派ではない知人や商店を避けて暮らすようになったという。唐津町議会にも火力派・水力派の対立は波及し、電柱建設の許可をめぐり紛糾した。
唐津電気は対立の中で町内の船宮にて火力発電所の建設に着手するが、最終的に同社が町内20か所に街灯を寄付し向こう3年間無料で点灯すると約束して町内の騒動は一応沈静化した。そして1910年6月1日、唐津でも電灯の供給が始まった。ただし火力派・水力派の軋轢は簡単には収まらず、町内のある料理屋では水力派の客が来店すると電灯を消してランプを用意したという。なお火力派が開業した一方で水力派の七山水力電気は翌1912年に会社設立に至るが、資金不足で水力発電所の建設は実現しないまま1913年に広滝水力電気の後身である九州電灯鉄道に合併されている。

### 九州電気への改組

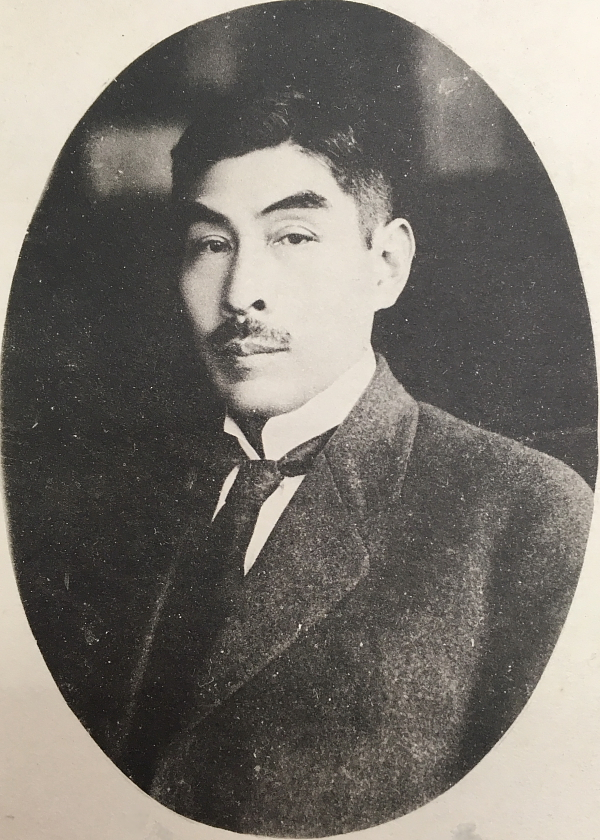
九州電気常務に就任した松永安左エ門

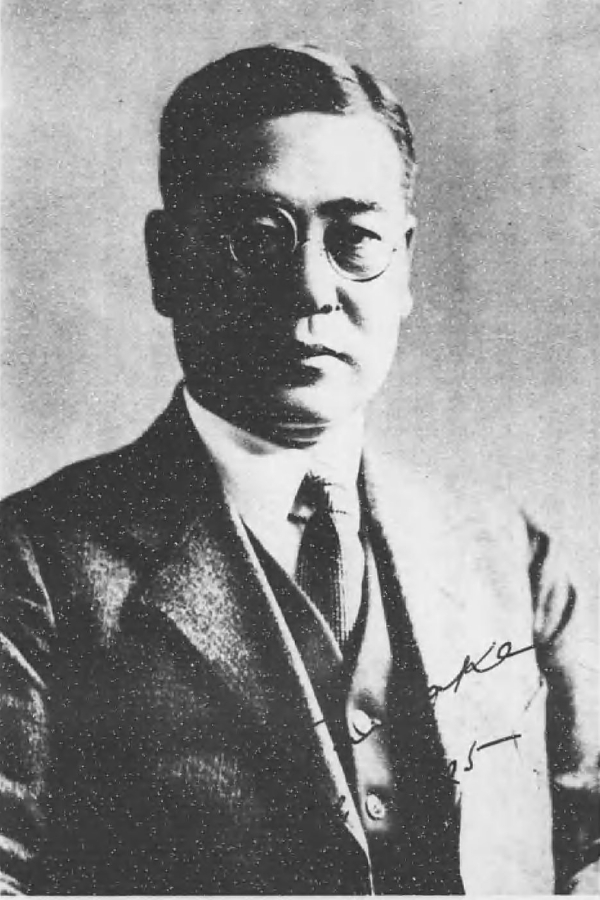
九州電気取締役兼支配人に就任した田中徳次郎

広滝水力電気では、供給の拡大に伴い広滝発電所だけでは供給力不足となる懸念が生じたことから、波佐見鉱業（現・共立）の古湯発電所を30万円で買収する方針を固め、1910年4月に買収契約を締結した。この古湯発電所（買収後は川上川発電所と称する）は1902年（明治35年）10月の建設で、佐賀県佐賀郡小関村（現・佐賀市）に位置する川上川（嘉瀬川上流部）の水力発電所である。11キロボルト送電線を繋いで長崎県の波佐見鉱山まで送電していた。
買収契約締結に際して会社で発電所の立地する川上川の全流域について調査したところ、川上川ではさらなる電源開発が可能であると判明した。しかしその開発には膨大な資金が必要であり、広滝水力電気の資金調達力では実現できないものと考えられた。そこで経営陣は、福澤桃介を中心とする投資家グループの協力の下に新会社を設立し、これに広滝水力電気の事業・権利一切を引き継がせて新会社によって電源開発を遂行する、という方針を打ち出した。新会社の発起人総代には松永安左エ門が就き、1910年8月に広滝水力電気との間に合併契約を締結。同年9月5日に新会社「九州電気株式会社」の創立総会が開かれ、資本金200万円にて新会社の発足をみた。
新会社九州電気の役員は、広滝水力電気側から社長の中野致明、専務の伊丹弥太郎、取締役の大島小太郎ら計6人、福澤グループから取締役の福澤桃介・松永安左エ門・田中徳次郎・中野実ら計6人と、両派同数で構成された。新重役のうち松永は福澤の慶應義塾時代の後輩で、福澤とともに設立に参加した福博電気軌道（1909年設立）で専務になったことから1909年夏より福岡を本拠に活動していた。九州電気においても追って1911年（明治44年）1月常務に就任している。この松永の推挙により、会社設立時から前三井銀行大阪支店長の田中徳次郎が取締役兼支配人となり会社実務を担当した。田中も慶應義塾出身で松永の同窓生であった。なお広滝水力電気専務の牟田万次郎は九州電気では役員に就いていない。
1910年9月23日の株主総会にて九州電気は広滝水力電気の合併を議決し、同年11月29日付で合併を完了した。合併後の資本金は270万円となっている。12月には波佐見鉱業からの川上川発電所買収も実行に移されている。
川上川発電所を買収した九州電気では、まず同発電所からの電力を受ける変電所を2か所に新設し、佐賀県西部の牛津・武雄・伊万里方面への配電を始めた。次いで1911年12月には佐賀および唐津への送電線を新設している。唐津送電線・同変電所の建設に伴い、同地の火力発電所（唐津発電所、出力120キロワット）は廃止となった。またこれとは別に県東部の鳥栖にも同年8月変電所を設置し、広滝発電所からの送電を開始した。業績について見ると、九州電気改組後も増収増益を重ね、改組で資本金が増加したため広滝水力電気時代より資本利益率・配当率ともに低下していたものの、1911年下期に配当率を年率7パーセントから9パーセントへと引き上げるなど順調に業績を伸ばした。

### 九州電灯鉄道成立
1911年5月31日、九州電気は再び博多電灯と合併仮契約を締結した。今度は福博電気軌道を加えた3社で合併する、というものである。合併は九州電気常務と福博電気軌道専務を兼ねる松永安左エ門が主導。水力発電を電源とする九州電気と火力発電を電源とする博多電灯・福博電気軌道を合併すれば最も経済的に活動できるとの狙いからであったが、九州電気・博多電灯の株主はこの合併に強く反対した。当時の3社の業績を見ると、払込資本金は九州電気・福博電気軌道・博多電灯の順に多かったが、利益金はその反対で、したがって配当率も博多電灯12パーセント、福博電気軌道10パーセント、九州電気7パーセントという具合であった。このことから博多電灯側は業績が見劣りする九州電気の合併に難色を示し、九州電気側は営業成績を基準とする不利な合併条件となることをおそれて合併に反対した。また九州電気の本社転出をおそれた佐賀市議会も3社合併に反対する決議を行っている。
九州電気側の意見不一致のため、さしあたり同社を外した博多電灯・福博電気軌道の2社で合併することとなり、1911年6月28日両社は臨時株主総会にて合併仮契約を承認して両社間だけでの合併契約を交した。そして同年11月に両社の合併が成立し、博多電灯改め博多電灯軌道が発足した。博多電灯軌道の社長には博多電灯社長の山口恒太郎が続投し、松永が専務に入った。博多電灯軌道成立後、同社の株価は会社の将来への期待から高騰したものの、反対に合併に参加しなかった九州電気の株価は下落していった。このことから合併参加に反対していた九州電気の株主や一部役員も博多電灯軌道と九州電気の合併に前向きになった。そして同年9月24日、九州電気も博多電灯軌道との合併を株主総会で議決した。
ところが今度は博多電灯軌道社内で路線対立が表面化し、発電力増強の必要性を認め合併を推進する松永らと反対派の堀三太郎らが対立、株式買占めによって主導権を争う事態になった。博多電灯軌道では1912年（明治45年）4月25日の株主総会で紛糾の末に社長山口恒太郎の裁定で九州電気との合併が議決され、翌26日両社間に改めて合併契約が締結された。合併に際しての存続会社は博多電灯軌道。九州電気の資本金は270万円だが配当率の関係からこれを205万円に切り下げ、九州電気の株主に対して1対0.8125（額面50円払込済株式の場合）または1対0.75（25円払込株式の場合）の割合で同額払込みの博多電灯軌道株式を交付、差額は別途積立金に組み入れ減価償却に充てる、という合併条件であった。合併は6月7日に逓信省より認可されている。
そして1912年6月29日、博多電灯軌道と九州電気の合併が成立、博多電灯鉄道側の社名変更により「九州電灯鉄道株式会社」が成立した。合併に際し佐賀県在住の株主が合併後の本社を佐賀市に置くよう求めたが、同日の株主総会で九州電灯鉄道の本社は引き続き福岡市に置くと決まった。総会では続いて役員選出をめぐって紛糾し、その結果筆頭株主で社長候補のの福澤桃介が役員就任自体を辞退、九州電気から佐賀の伊丹弥太郎が新社長に選出されている。合併後、佐賀市には旧九州電気の供給区域を所管する佐賀支社（後の佐賀支店）が設置された。

### 年表
- 1906年（明治39年）
  - 11月4日 - 広滝水力電気株式会社設立。
  - 11月6日 - 博多電灯との間に合併契約を締結。ただし合併は実現せず。
- 1907年（明治40年）
  - 7月 - 広滝発電所着工。
- 1908年（明治41年）
  - 10月1日 - 開業。広滝発電所完成。
- 1910年（明治43年）
  - 7月31日 - 唐津電気を合併。
  - 8月 - 九州電気発起人総代と広滝水力電気との間で合併契約が締結される。
  - 9月5日 - 九州電気株式会社設立。
  - 11月29日 - 九州電気が広滝水力電気を合併
  - 12月 - 波佐見鉱業より川上川発電所を買収。
- 1911年（明治44年）
  - 5月31日 - 博多電灯・福博電気軌道との間に合併仮契約を締結。
  - 6月28日 - 博多電灯と福博電気軌道が2社だけでの合併を議決（11月合併成立し博多電灯軌道となる）。
  - 9月24日 - 九州電気株式総会は博多電灯軌道との合併を議決。
- 1912年（明治45年）
  - 4月25日 - 博多電灯軌道株主総会は九州電気の合併を議決。
  - 6月7日 - 逓信省より合併認可下りる。
  - 6月29日 - 博多電灯軌道と九州電気の合併成立、九州電灯鉄道株式会社発足。

## 供給区域
1911年（明治44年）末時点における九州電気の供給区域は以下のとおり。
| 佐賀県   | 佐賀県                                                                               |
| -------- | ------------------------------------------------------------------------------------ |
| 市部     | 佐賀市                                                                               |
| 佐賀郡   | 神野村・高木瀬村・嘉瀬村・久保田村・巨勢村・北川副村・東川副村・新北村（現・佐賀市） |
| 神埼郡   | 神埼町（現・神埼市）、 蓮池村（現・佐賀市）、 三田川村（現・吉野ヶ里町）             |
| 三養基郡 | 鳥栖町・田代村・基里村（現・鳥栖市）                                                 |
| 小城郡   | 牛津町・砥川村・小城町（現・小城市）                                                 |
| 東松浦郡 | 唐津町・満島村・唐津村・鏡村・浜崎村（現・唐津市）                                   |
| 西松浦郡 | 伊万里町・牧島村・大坪村・二里村（現・伊万里市）、 有田町、有田村（現・有田町）      |
| 杵島郡   | 武雄町・中通村（現・武雄市）                                                         |
| 藤津郡   | 南鹿島村・北鹿島村・八本木村・古枝村（現・鹿島市）、 塩田村・久間村（現・嬉野市）    |
| 福岡県   |                                                                                      |
| 三井郡   | 国分村・御井町・高良内村（現・久留米市）                                             |
| 三潴郡   | 鳥飼村・三潴村・城島町・青木村（現・久留米市）、 大川町・三叉村（現・大川市）        |
| 山門郡   | 柳河町・城内村・沖端村（現・柳川市）                                                 |

これらの地域はいずれも1951年（昭和26年）に発足した九州電力の管内にあたる。

## 発電所

### 広滝発電所

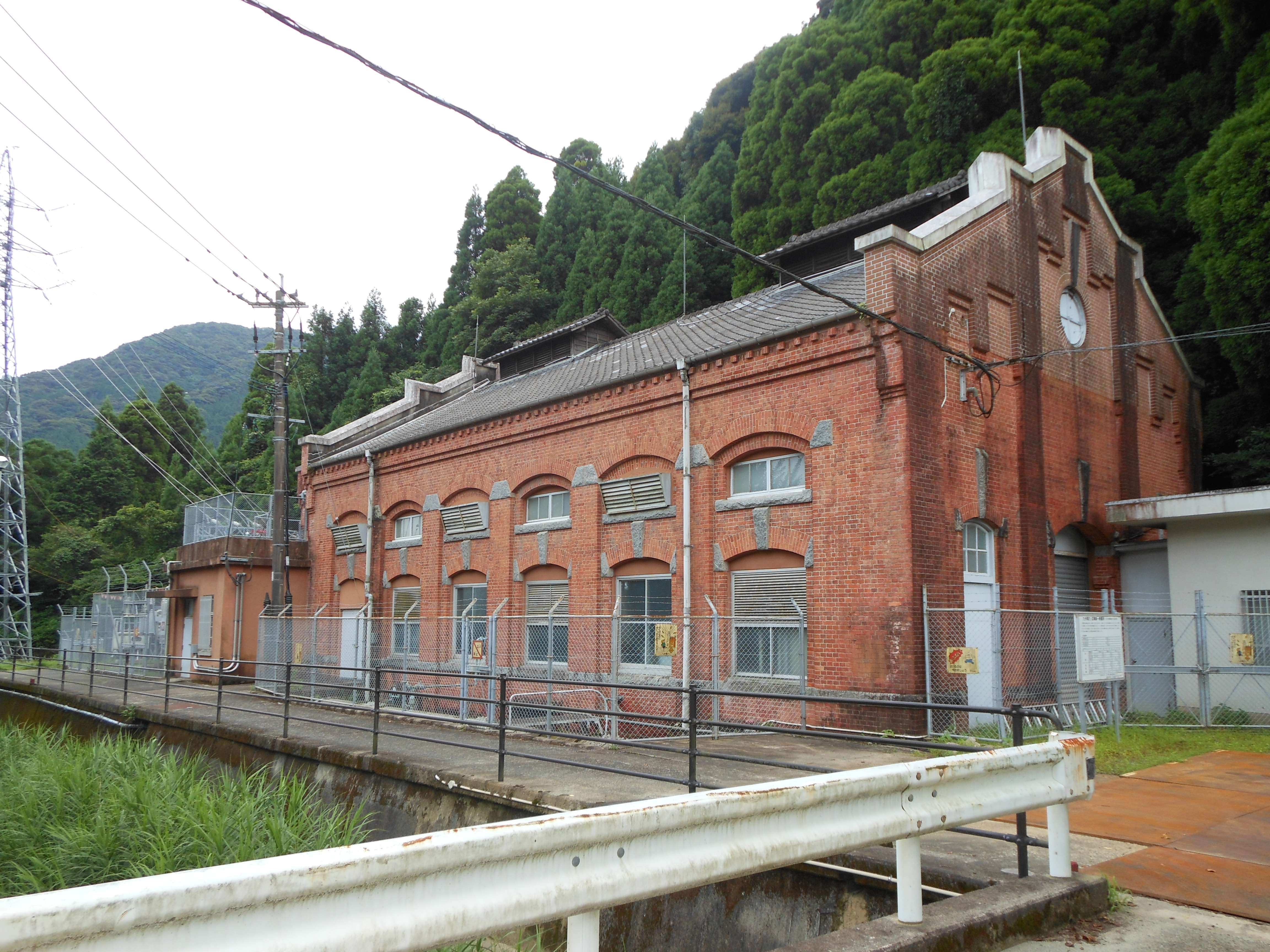
九州電力広滝第一発電所（旧・広滝発電所）

広滝水力電気が最初に建設した発電所は広滝発電所である。所在地は佐賀県神埼郡脊振村大字広滝（現・神埼市脊振町広滝）で、筑後川水系城原川を利用して発電した（水力発電所）。発電所の主要設備は以下の通り。
- 原動機 ： 800馬力衝動水車2台（ドイツ・フォイト製）
- 発電機 ： 500キロボルトアンペア三相交流発電機2台（ドイツ・シーメンス製、周波数50ヘルツ）
- 発電所出力 ： 1,000キロワット

着工は1907年（明治40年）7月で、出力1,000キロワットの発電所として1908年（明治41年）10月より運転を開始した。九州電灯鉄道成立後、周波数を下記の川上川発電所と同じ60ヘルツに統一することとなり、あわせて発電機1台（電業社製800馬力反動水車および芝浦製作所製625キロボルトアンペア三相交流発電機）を増設し1918年（大正7年）9月より出力1,500キロワットの発電所とされた。
その後は東邦電力、日本発送電を経て1951年より九州電力に帰属し、同社広滝第一発電所（出力2,150キロワット、北緯33度21分54.3秒 東経130度21分01.9秒）となっている。

### 川上川発電所
九州電気の時代に広滝発電所とあわせて運転された発電所が川上川発電所である。所在地は佐賀県佐賀郡小関村小副川（現・佐賀市富士町大字小副川）で、川上川（嘉瀬川上流部）を利用した。発電所の主要設備は以下の通り。
- 原動機 ：
  - 500馬力反動水車2台（米国マコーミック製）
  - 650馬力フランシス水車1台（スイス・エッシャーウイス製）
- 発電機 ： 350キロボルトアンペア三相交流発電機3台（米国ゼネラル・エレクトリック製、周波数60ヘルツ）
- 発電所出力 ： 1,050キロワット

元は波佐見鉱業（現・共立）が運転していた「古湯発電所」で、1902年（明治35年）10月に建設され波佐見鉱山（長崎県）へ送電していた。これを1910年（明治43年）12月に九州電気が買収した。買収後の1911年（明治44年）12月に増設工事が竣工し発電所出力は1,050キロワットへ増強されたが、九州電灯鉄道成立後に川上川第一発電所が建設されるとその余剰水力での発電となり1918年以降出力は900キロワットに削減されている。
広滝発電所と同様に東邦電力、日本発送電を経て九州電力に継承されるが、1953年（昭和28年）12月に廃止され現存しない。